# Тассілон II
Тассілон II (*Tassilo II, д/н —бл. 719) — герцог Баварії у 716—719 роках.

## Життєпис
Походив з роду Агілольфінгів. Третій син Теодона II, герцога Баварії, та Фолхайд. Про дату народження нічого невідомо. Стосовно діяльності Тассілона за часи правління його батька замало відомостей.
Близько 715 року отримав від батька управління областю навколо міста Пассау. Як і його брати, що панували в інших частинах Баварії, сприяв християнізації місцевого населення.
Між 716 та 718 роками після смерті Теодона II стає герцогом в області Пассау. Втім невдовзі вступив в конфлікт з братами Теудебертом, Грімоальдом II та Теудебальдом.
У 718 або 719 році завдав поразки брату Теудебальду, у якого він захопив Ратіборну (сучасний Регенсбург), номінальну столицю Баварії. Втім невдовзі Тассілон II помер. Невідомо, чи сталося це від хвороби, або він загинув у війні з Теудебальдом, який тоді ж теж помирає. Після смерті Тассілона II його володіння розділено братами Теудебертом і Грімоальдом II.

## Родина
Стосовно його шлюбів замало відомостей. Значна частина дослідників вважає, що Тассілон II не був одружений. Втім згідно «Зальцбурзькій книзі побратимів» його дружиною було Вальтрада, яка вважається також дружиною Теудебальда.
Також є відомості, що дружиною була Імма (за іншою версією вона була дружиною Теудеберта), від якої мав доньок — Грімоальда та Савагільда. Остання була третьою дружиною Карла Мартела.